# Acufida
Acufida (łac. Dioecesis Acufidensis) – stolica historycznej diecezji w Cesarstwie Rzymskim (prowincja Mauretania Sitifense), współcześnie w Algierii. Wzmiankowana w V wieku. Od 1933 katolickie biskupstwo tytularne.

## Biskupi tytularni
| Lp. | Biskup                    | Funkcja                                 | Od                | Do                   |
| --- | ------------------------- | --------------------------------------- | ----------------- | -------------------- |
| 1   | Janez Jenko               | administrator apostolski (Jugosławia)   | 17 lipca 1964     | 17 października 1977 |
| 2   | Louis Pham Van Nâm        | biskup pomocniczy Ho Chi Minh (Wietnam) | 3 grudnia 1977    | 30 stycznia 2001     |
| 3   | Pedro Barreto SJ          | wikariusz apostolski Jaén (Peru)        | 21 listopada 2001 | 17 lipca 2004        |
| 4   | Vincent Barwa             | biskup pomocniczy Ranchi (Indie)        | 29 września 2004  | 11 lutego 2008       |
| 5   | Henrique Soares da Costa  | biskup pomocniczy Aracajú (Brazylia)    | 1 kwietnia 2009   | 19 marca 2014        |
| 6   | José Roberto Fortes Palau | biskup pomocniczy São Paulo (Brazylia)  | 30 kwietnia 2014  | 20 listopada 2019    |
| 7   | Jose Chirackal            | biskup pomocniczy Tura (Indie)          | 24 lutego 2020    |                      |